# 아나마리아 그라단테
아나마리아 그라단테(독일어: Anna-Maria Gradante, 1976년 12월 26일~)는 독일의 유도 선수이다. 2000년 하계 올림픽에서 여자 엑스트라라이트급 동메달을 획득했으며 세계 선수권 대회에서 동메달 1개를 획득했다.